# Bahnhof Blumenthal (Mark)
Der Bahnhof Blumenthal (Mark) (bis 1. Oktober 1913 Blumenthal (Prign.)) ist der Bahnhof des Ortsteils Blumenthal der Gemeinde Heiligengrabe.
Der gesamte Bahnhof mit seinen Hochbauten steht unter Denkmalschutz. Erhalten sind das Empfangsgebäude, das Stellwerkhäuschen, ein Güterschuppen und das Toilettenhaus. Außerdem gehören noch der Wasserturm, ein Pumpenhäuschen, das Bahnmeisterhaus und das Waschhaus zum Ensemble.

## Lage und Anlagen
Der Bahnhof liegt an der Bahnstrecke Neustadt–Meyenburg westlich des Zentrums des Ortsteils Blumenthal. In der Gemeinde Heiligengrabe, zu der Blumenthal seit 2003 gehört, gibt es mit Rosenwinkel (ebenfalls an der Bahnstrecke Meyenburg–Neustadt) und Heiligengrabe sowie Liebenthal an der Bahnstrecke Wittenberge–Strasburg drei weitere Stationen. Der Bahnhof Blumenthal verfügt über zwei durchgehende Gleise und eine Ladestraße am Hausbahnsteig.
Das komplette Ensemble der Bauten des Bahnhofs steht unter Denkmalschutz. Der achteckige Wasserturm, der vermutlich zeitgleich mit dem Bahnhof 1887 gebaut wurde, ist eins der Wahrzeichen des Ortes.

## Geschichte

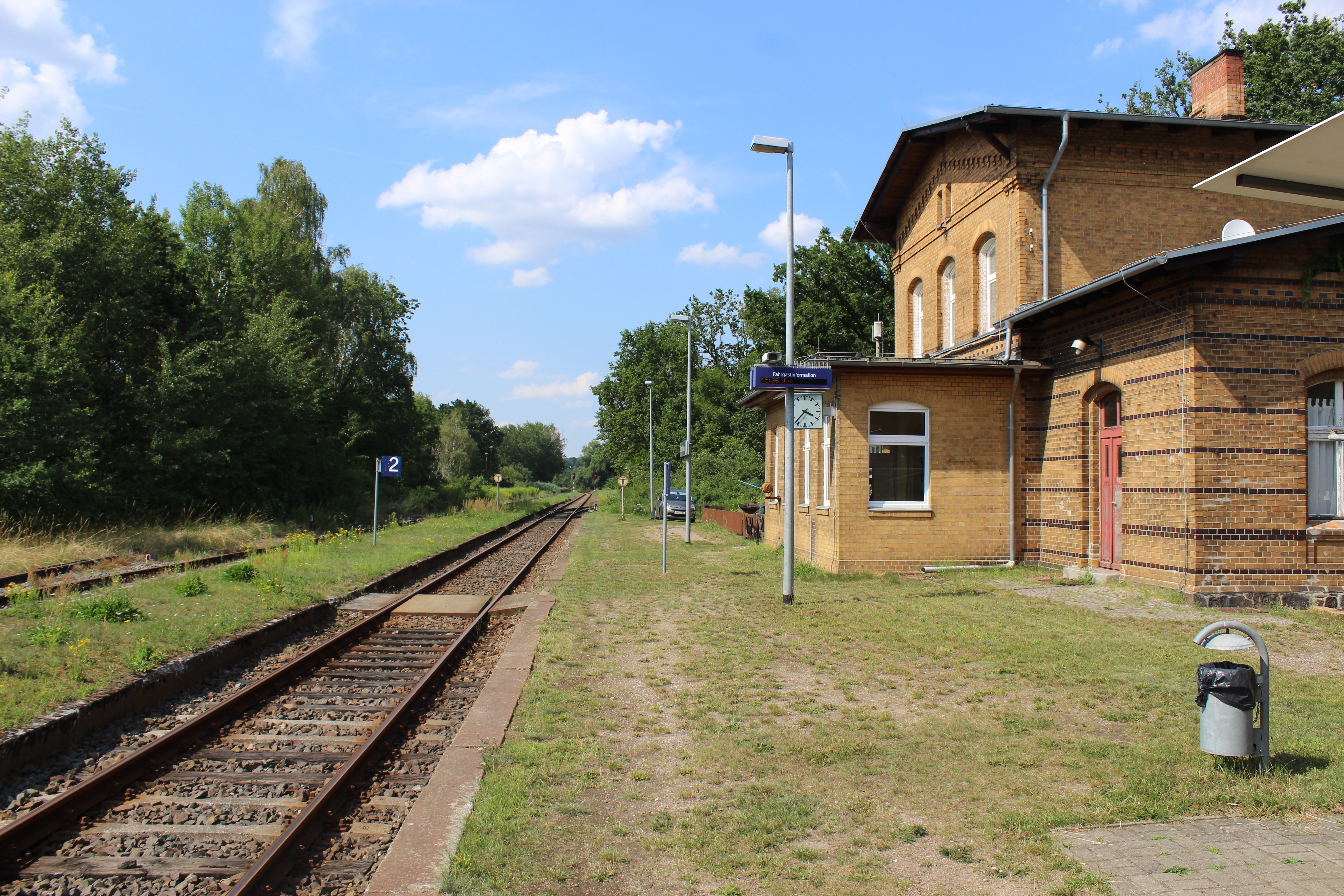
Bahnsteige (2019)

Mit der Eröffnung der Bahnstrecke von Neustadt (Dosse) über Pritzwalk nach Meyenburg durch die Preußischen Staatsbahnen im Jahre 1887 erhielt Blumenthal seinen Bahnhof. Zeitgleich eröffnete die Mecklenburgische Friedrich-Franz-Eisenbahn nach Plau am See, die dort Anschluss an eine schon bestehende Strecke nach Güstrow hatte. Damit war eine durchgehende Nord-Süd-Verbindung entstanden. Dennoch diente die Strecke fast ausschließlich dem lokalen Verkehr.
Nach 1945 nahm die Bedeutung der Strecke und damit auch des Bahnhofs Blumenthal vorübergehend zu, da sie einen Teil des Güter- und Personenverkehrs zur Ostseeküste als Ersatz für die nach dem Zweiten Weltkrieg teilweise abgebaute Bahnstrecke Neustrelitz–Warnemünde bewältigen musste. Nach deren Wiederaufbau blieb die Strecke vor allem für den Güterverkehr und aus militärischen Gründen von Bedeutung. Der Bahnhof Blumenthal wurde ausgebaut, die Kreuzungsgleise verlängert und neue Signaltechnik installiert.
Nach der Wende wurde der Güterverkehr wieder deutlich reduziert.

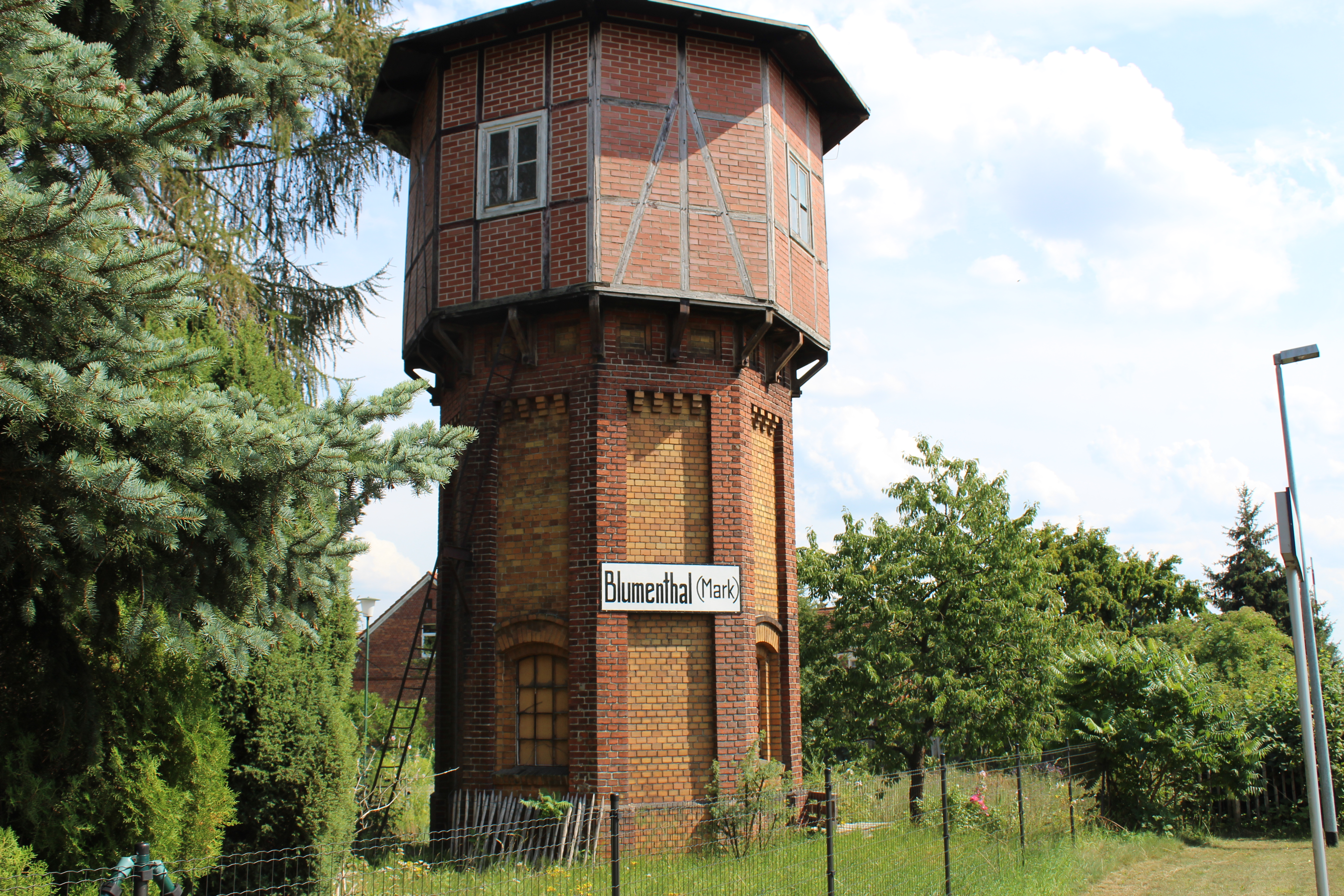
Wasserturm (2019)

Der Personenverkehr auf der Strecke wurde im Jahre 1996 von der Prignitzer Eisenbahn (PEG) übernommen.
Im Jahre 2008 pachtete die Prignitzer Eisenbahn auch die Infrastruktur der Strecke und damit auch die Gleis- und Signalanlagen des Bahnhofs Blumenthal von der DB AG. Seit Juli 2012 gehören die entsprechenden Anlagen im Bahnhof zusammen mit der übrigen ehemals von der Infrastrukturtochtergesellschaft der PEG betriebenen Strecken und Anlagen als Pachtobjekt zur RegioInfra Gesellschaft.
Das Bahnhofsgebäude wurde im November 2011 von Privatpersonen gekauft, die dort ihren Wohnsitz eingerichtet haben.

### Personenverkehr
Der Bahnhof diente stets fast ausschließlich dem regionalen Verkehr für Züge zwischen Pritzwalk und Neustadt. 1939 verkehrten je nach Wochentag sechs bis sieben Züge in beide Richtungen, in den 1980er Jahren waren es sieben bis acht Züge. Zeitweise wurde ein Teil der Züge bis Güstrow durchgebunden. Anfang der 1990er Jahre verkehrte ein durchgehender Zug von Wittstock über Blumenthal nach Potsdam. Mitte der 1990er Jahre wurde ein Taktfahrplan eingeführt. Bis Ende 2006 verkehrte die Linie PE 73 der PEG im Stundentakt, ehe auf einen Zweistundentakt umgestellt wurde.
Im Dezember 2012 wurde das Zugangebot deutlich reduziert, nachdem das Land Brandenburg weniger Verkehr auf der Strecke bestellt hat. Seitdem bedienten montags bis freitags nur noch zwei, am Wochenende drei Zugpaare den Bahnhof. Betreiber der Züge ist die Hanseatische Eisenbahn (HANS). Die Linienbezeichnung wurde zu RB 73 vereinheitlicht. Im Jahr 2020 wurde das Zugangebot montags bis freitags wieder auf vier Zugpaare erhöht, samstags und sonntags sind es nach wie vor drei Zugpaare.
| Linie                    | Linienverlauf                                      | Takt (min)                            | EVU                    |
| ------------------------ | -------------------------------------------------- | ------------------------------------- | ---------------------- |
| RB 73                    | Pritzwalk – Blumenthal – Kyritz – Neustadt (Dosse) | 4 Zugpaare (Mo–Fr) 3 Zugpaare (Sa–So) | Hanseatische Eisenbahn |
| Stand: 10. Dezember 2023 |                                                    |                                       |                        |